# Корнаккья, Рик
Рик Корнакья (англ. Rick Cornacchia; 6 февраля, 1951, Монтелеоне-ди-Пулья, Италия) — итальянский и канадский хоккеист, тренер.

## Биография
Родился в Италии, но занимался хоккеем в Канаде. Выступал за команду Торонтского университета и за ряд других клубов. В качестве тренера наибольших успехов добился с «Ошавой Дженералз», приведя ее к победе в Мемориальном кубке, став в 1990 году чемпионом CHL. В 1992 году Корнакья возглавлял сборную Канады до 20 лет на Чемпионате мира среди молодежных команд в Германии. На турнире «кленовые листья» выступили неудачно, заняв только шестое место. Позднее в течение нескольких лет возглавлял сборную родной страны, дважды выводя ее в элитный дивизион Чемпионата мира. Но закрепиться в нем итальянцам не удавалось. За свою тренерскую карьеру Корнаккья также работал со сборной Мексики.
Является генеральным менеджером Национальных тренировочных катков в городе Ричмонд-Хилл провинции Онтарио.

## Достижения
- Обладатель Мемориального кубка (1): 1990.
- Обладатель Кубка Джей Росса Робертсона (чемпион OHL) (2): 1990.
- Обладатель Гамильтон Спектэйтор Трофи (победитель регулярного чемпионата OHL) (2): 1989/90, 1990/91.
- Обладатель Лейдэн Трофи (победитель Восточного дивизиона OHL OHL) (2): 1989/90, 1990/91.
- Победитель Первого дивизиона чемпионата мира по хоккею с шайбой (2): 2009, 2011.

## Семья
Сын Марк Корнаккья (род. 1988) также играл в хоккей за команды низших канадских и американских лиг.